# Horní Suchá
Horní Suchá település Csehországban, a Karvinái járásban. Horní Suchá Karviná, Havířov, Albrechtice és Stonava településekkel határos. Lakosainak száma 4366 fő (2024. január 1.).

## Népesség
A település lakosságának változását az alábbi diagram mutatja:
| Lakosok száma | 1476 | 1677 | 3561 | 4501 | 3974 | 4370 | 4527 | 4415 | 4433 | 4366 |
|               | 1869 | 1890 | 1921 | 1950 | 1980 | 2001 | 2017 | 2019 | 2022 | 2024 |